# Mary Hooper (auteur jeunesse)
Pour les articles homonymes, voir Hooper.
Mary Hooper, née le 23 juillet 1948  à Barnes (Angleterre), est une écrivaine britannique auteure de littérature d'enfance et de jeunesse.

## Œuvres traduites en français
- En suivant son rêve, Paris, Éditions Hachette, coll. « Heartlines », 1987, 154 p.  (ISBN 2-01-012936-9).
- Et mon cœur dans tout ça ? [« Love Emma XXX »][1], trad. d’Alexis Champon, Paris, Éditions Hachette, coll. « Heartlines », 1988, 151 p.  (ISBN 2-01-013341-2).
- La Messagère de l’au-delà [« Newes from the Dead »], trad. de Fanny Ladd et Patricia Duez, Paris, Éditions du Panama, 2008, 267 p.  (ISBN 978-2-7557-0306-1), rééd. 2010, Paris, Les Grandes Personnes.
- La Maison du magicien [« At the house of the magician »], trad. de Bee Formentelli, Paris, Éditions Gallimard Jeunesse, 2009, 283 p.  (ISBN 978-2-07-061865-1).
- Espionne de Sa Majesté [« By royal command »], trad. de Bee Formentelli, Paris, Éditions Gallimard Jeunesse, 2010, 299 p.  (ISBN 978-2-07-063264-0).
- La Trahison [« The Betrayal »], trad. de Bee Formentelli, Paris, Éditions Gallimard Jeunesse, 2011, 348 p.  (ISBN 978-2-07-063813-0).
- Waterloo Necropolis [« Fallen Grace »], trad. de Fanny Ladd et Patricia Duez, Paris, Éditions des Grandes Personnes, 2011, 313 p.  (ISBN 978-2-36193-045-5).
- Velvet [« Velvet »], trad. de Fanny Ladd et Patricia Duez, Paris, Éditions des Grandes Personnes, 2012, 324 p.  (ISBN 978-2-36193-141-4)[2].
- L’Infortune de Kitty Grey [« The Disgrace of Kitty Grey »], trad. de Fanny Ladd et Patricia Duez, Paris, Éditions des Grandes Personnes, 2014, 281 p.  (ISBN 978-2-36193-237-4)[3].